# 자선경기
자선경기(慈善競技)는 경기를 하여 얻어지는 수익금의 전부 혹은 대부분을 자선사업에 기부할 목적으로 하는 운동경기이다.일반적으로 인기종목의 인기 운동선수들이 경기를 해서 얻어지는 수익금을 불우이웃돕기에 기부할 목적으로 애당초 자선경기임을 홍보한 후 한다.